# Genevieve Range
Genevieve Range är ett berg i Kanada.   Det ligger i Strathcona Regional District och provinsen British Columbia, i den sydvästra delen av landet, 3 800 km väster om huvudstaden Ottawa. Toppen på Genevieve Range är 595 meter över havet, eller 27 meter över den omgivande terrängen. Bredden vid basen är 0,44 km. Genevieve Range ligger på ön Nootka Island.
Terrängen runt Genevieve Range är kuperad. Havet är nära Genevieve Range åt nordväst. Trakten är glest befolkad. Det finns inga samhällen i närheten. 
I omgivningarna runt Genevieve Range växer i huvudsak barrskog.